# Earcom 2: Contradiction
Earcom 2: Contradiction es un EP que contiene seis canciones de tres bandas diferentes, publicado en octubre de 1979 a través de Fast Product.
La banda más destacada es Joy Division, quienes contribuyeron al disco con dos canciones de las sesiones de grabación de Unknown Pleasures producidas por Martin Hannett. Estas dos pistas finalmente no aparecieron en el disco debut y son exclusivas de este EP. Posteriormente se relanzaron como parte del álbum recopilatorio Substance.

## Lista de canciones
12" vinilo (Fast Product FAST9B)
1. Thursdays: "Perfection"
2. Basczax: "Celluloid Love"
3. Basczax: "Karleearn Photography"
4. Joy Division: "Auto-Suggestion" – 6:10
5. Joy Division: "From Safety to Where...?" – 2:27
6. Thursdays: "(Sittin' On) The Dock of the Bay"